# Christiann Castellanos
Christiann Marie Castellanos (6 de noviembre de 1990, México) es una actriz de cine y televisión, productora y modelo mexicana, conocida por In Time (2011), Una noche loca (2013), Veronica Mars (2014) y Ladies of Rap (2012-2015) con numerosos papeles secundarios.

## Biografía
Christiann nació y creció en México, vivió ahí hasta la edad de diez años y después se mudó a Estados Unidos con su familia. Poco después se mudó a la Bahía de San Francisco en dónde Christiann descubrió dos cosas; que amaba el Hip-Hop y estar en el escenario. Castellanos inició su viaje por Los Ángeles de la manera más original posible; inició como camarera en un restaurante en los estudios Universal Pictures, cansada de su trabajo, decidió actuar como princesa en las fiestas de los niños, y de hecho le pagaban por hacerlo. Ella habla fluidamente español e inglés, es nivel tres en educación en lenguaje de señas en Inglés, se graduó de la Universidad Estatal de San Diego dónde estudió teatro con especialidad en Televisión y Cine.

## Trayectoria
Entre sus trabajos más destacados están el de Valentina Sonabria y Astrid en Zack y Cody, In Time como Jasmine, It's Always Sunny in Philadelphia como Carly, CSI: Miami, CSI: Crime Scene Investigation, 90210 como Joanna, Zeke & Luther como Rhonda Porchnik, Big Time Rush como Selana, El mentalista como Masseuse, 21 & Over como Pledge Gomez, The Middle, Coldwater, Veronica Mars, Temp Girls, Bad Judge, Kevin from Work, Bob Thunder: Internet Assassin y American Crime Story como Asistente de Marcia.